# Daniel Podrzycki
Daniel Tomasz Podrzycki (ur. 14 czerwca 1963 w Siemianowicach Śląskich, zm. 24 września 2005 w Sosnowcu) – polski polityk, robotnik Huty Katowice, dziennikarz tygodnika „Kurier Związkowy”, działacz społeczny. 

## Działalność
Był uczniem II Liceum Ogólnokształcącego im. Stefana Żeromskiego w Dąbrowie Górniczej, jednak nauki tam nie ukończył. Dwukrotnie aresztowany w latach 80. i skazany za działalność opozycyjną. Więzień polityczny PRL. W latach 1989 do 1992 działacz i współzałożyciel Solidarności 80. Założyciel Polskiej Partii Pracy oraz Wolnego Związku Zawodowego „Sierpień 80” – Konfederacja i ich długoletni przewodniczący.
Organizator wielu protestów robotniczych, demonstracji i strajków, m.in. największego strajku w polskim hutnictwie w Hucie Katowice w 1994, strajku przeciwko prywatyzacji Fabryki Samochodów Małolitrażowych w 1992 oraz strajków górniczych. 
W latach 90. współpracował z generałem Tadeuszem Wileckim i Andrzejem Lepperem w ramach Bloku Ludowo-Narodowego, zaś w ramach Alternatywy Ruchu Społecznego z Narodowym Odrodzeniem Polski, Konfederacją Polski Niepodległej – Ojczyzna. W 1997 wraz z Andrzejem Lepperem, Włodzimierzem Bojarskim i Witoldem Michałowskim podpisał zawiadomienie do prokuratury w związku z nadużyciami podczas podpisywania kontraktu na budowę rurociągu Jamalskiego.
W 2005 doprowadził do zawiązania porozumienia politycznego kierowanej przez siebie Polskiej Partii Pracy z innymi małymi pozaparlamentarnymi, lewicowymi ugrupowaniami – PPS, KPP, APP „Racja”, PPE-Z i Nową Lewicą.
Opowiadał się przeciwko Unii Europejskiej i NATO, za wyprowadzeniem wojsk polskich z Iraku, za prawem do bezpłatnej antykoncepcji i aborcji, wprowadzeniem armii zawodowej, 35-godzinnym tygodniem pracy i płacą minimalną na poziomie 68% średniej krajowej. Był także orędownikiem neutralności światopoglądowej państwa, w związku z czym postulował wypowiedzenie przez Polskę konkordatu.

### Wybory do Sejmu, Senatu i PE
Wielokrotnie kandydował w wyborach – bez powodzenia. Z listy Alternatywy Ruch Społeczny startował do Sejmu w wyborach parlamentarnych w 2001, a z ramienia PPP w wyborach do Parlamentu Europejskiego w 2004 i w tym samym roku w wyborach uzupełniających do Senatu. Był również zarejestrowany jako kandydat PPP do Sejmu w wyborach parlamentarnych w 2005, jednak zginął w wypadku drogowym dzień przed dniem głosowania.

### Wybory prezydenckie w 2005
Był kandydatem Polskiej Partii Pracy w wyborach prezydenckich w 2005. Poparcia udzieliły mu Antyklerykalna Partia Postępu „Racja”, Polska Partia Socjalistyczna, Komunistyczna Partia Polski, Nowa Lewica, Nurt Lewicy Rewolucyjnej, Ogólnopolski Związek Bezrobotnych, Pracownicza Demokracja, Stowarzyszenie Osób Bezrobotnych i Byłych Pracowników Państwowych Gospodarstw Rolnych, Wolny Związek Zawodowy „Sierpień 80” – Konfederacja oraz antyklerykalny tygodnik „Fakty i Mity”. Współpracował także z Instytutem Schillera.
Jego komitet wyborczy został zarejestrowany 1 sierpnia 2005.
Zmarł podczas kampanii wyborczej w wyniku obrażeń odniesionych w wypadku drogowym. Pochowany został 29 września 2005 na cmentarzu w Dąbrowie Górniczej.